# San Giorgio di Pesaro
San Giorgio di Pesaro é uma comuna italiana da região dos Marche, Província de Pesaro e Urbino, com cerca de 1.308 habitantes. Estende-se por uma área de 20 km², tendo uma densidade populacional de 65 hab/km². Faz fronteira com Mondavio, Monte Porzio, Orciano di Pesaro, Piagge, San Costanzo.